# シュコダ10T
10Tは、チェコのシュコダ・トランスポーテーションとイネコン・グループによって開発・製造が行われた路面電車車両（部分超低床電車）。アメリカの路面電車市場への参入を目的に設計された車両で、当初はアストラ（Astra）と言うブランド名だったが、2019年現在はエレクトラ（Elektra）として展開が行われている。

## 概要
チェコの路面電車向けに製造された03T "アストラ"を基に開発された形式。製造はチェコのシュコダとイネコン・グループの合弁事業の一環として行われ、シュコダは電気機器を、イネコンは車体や台車の設計を担当した。安全基準がヨーロッパと比べて厳しいアメリカ国内での使用に対応するため台枠を強固なものに再設計した他、運転台周辺には補強材が追加されている。電気機器はオーストリアのエリン（Elin EBG Traction）、制動装置はドイツのクノールブレムゼが手掛けた他、冷暖房双方を完備した空調装置はアメリカの企業であるサーモキングによって製造された。
編成は両運転台式の3車体連接車で、動力台車が設置された両端の車体は床上高さ780 mmの高床構造である一方、中間のフローティング車体は床上高さ350 mmの低床構造となっており、編成全体の低床率は50％である。乗降扉は両側面に3箇所設置され、うち2箇所は中間車体に存在する。車内はクロスシートを基本としており、中間車体には車椅子やベビーカー向けのフリースペースが2箇所設置されている。
北米への導入に際して合衆国政府からの補助金は用いられておらず、一定の割合でアメリカ国内で生産された部品の使用を義務付けるバイ・アメリカン法の対象から外れている。

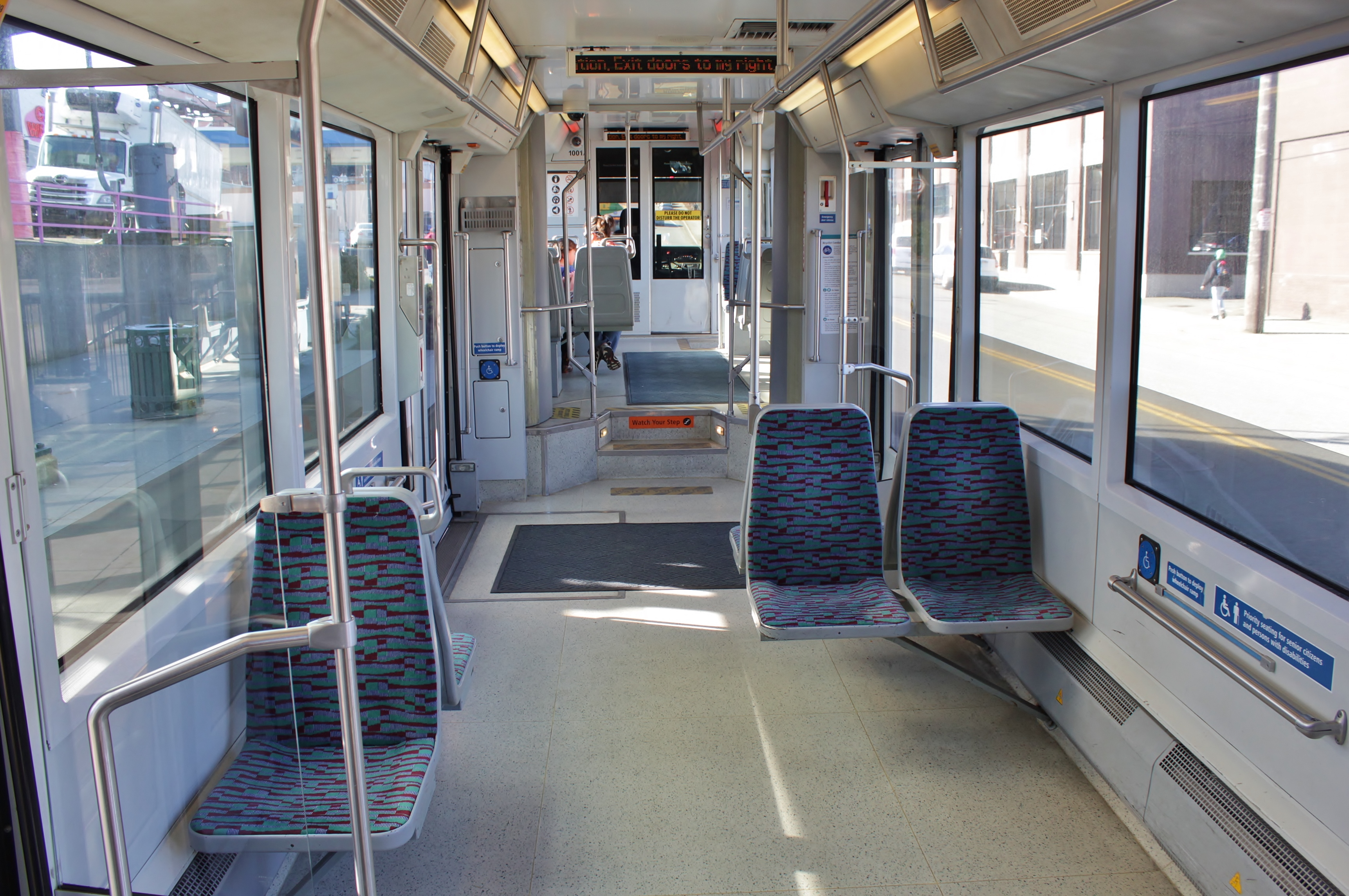
車内（オレンジライン）
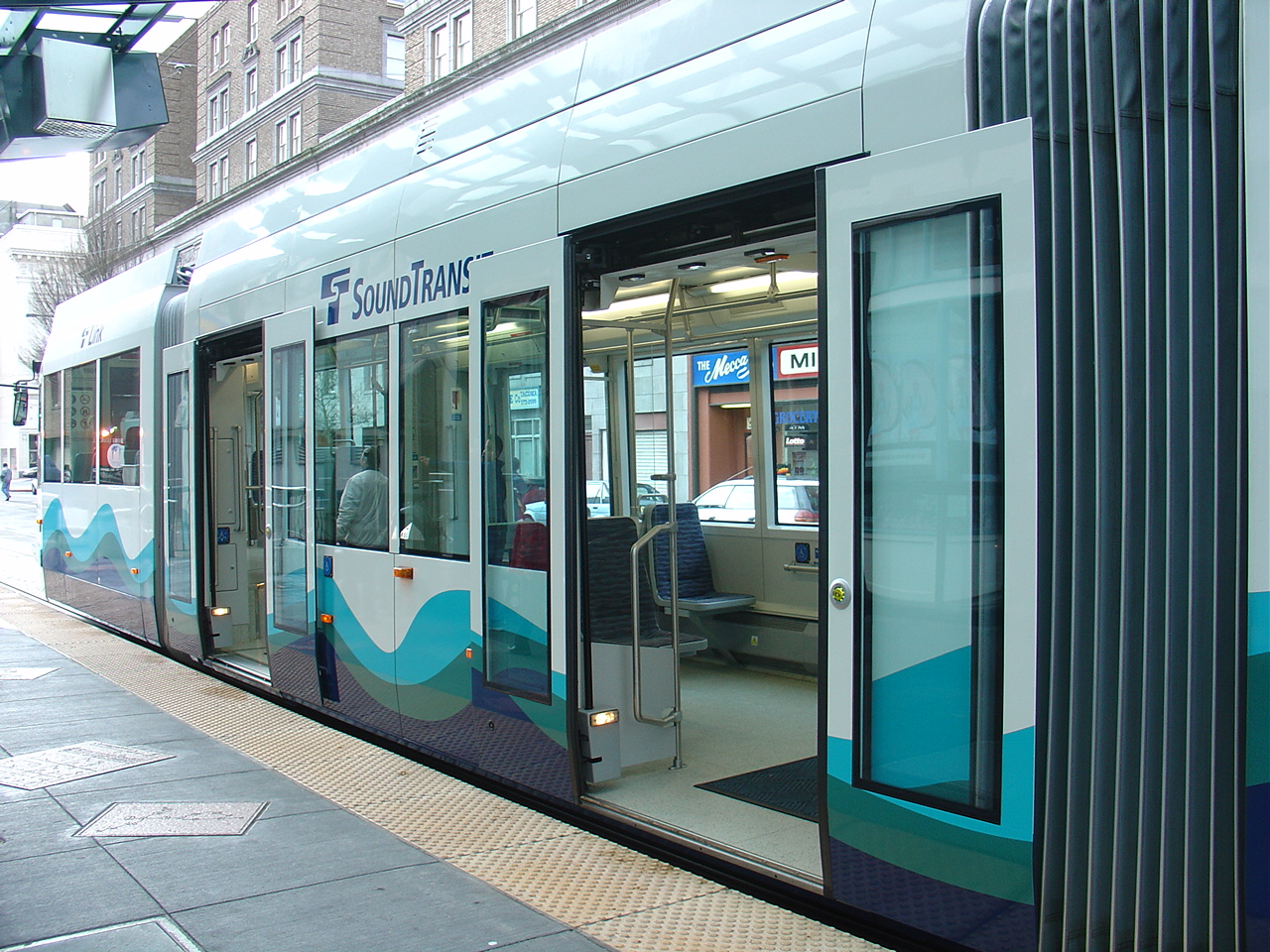
電停停車時の乗降扉（オレンジライン）
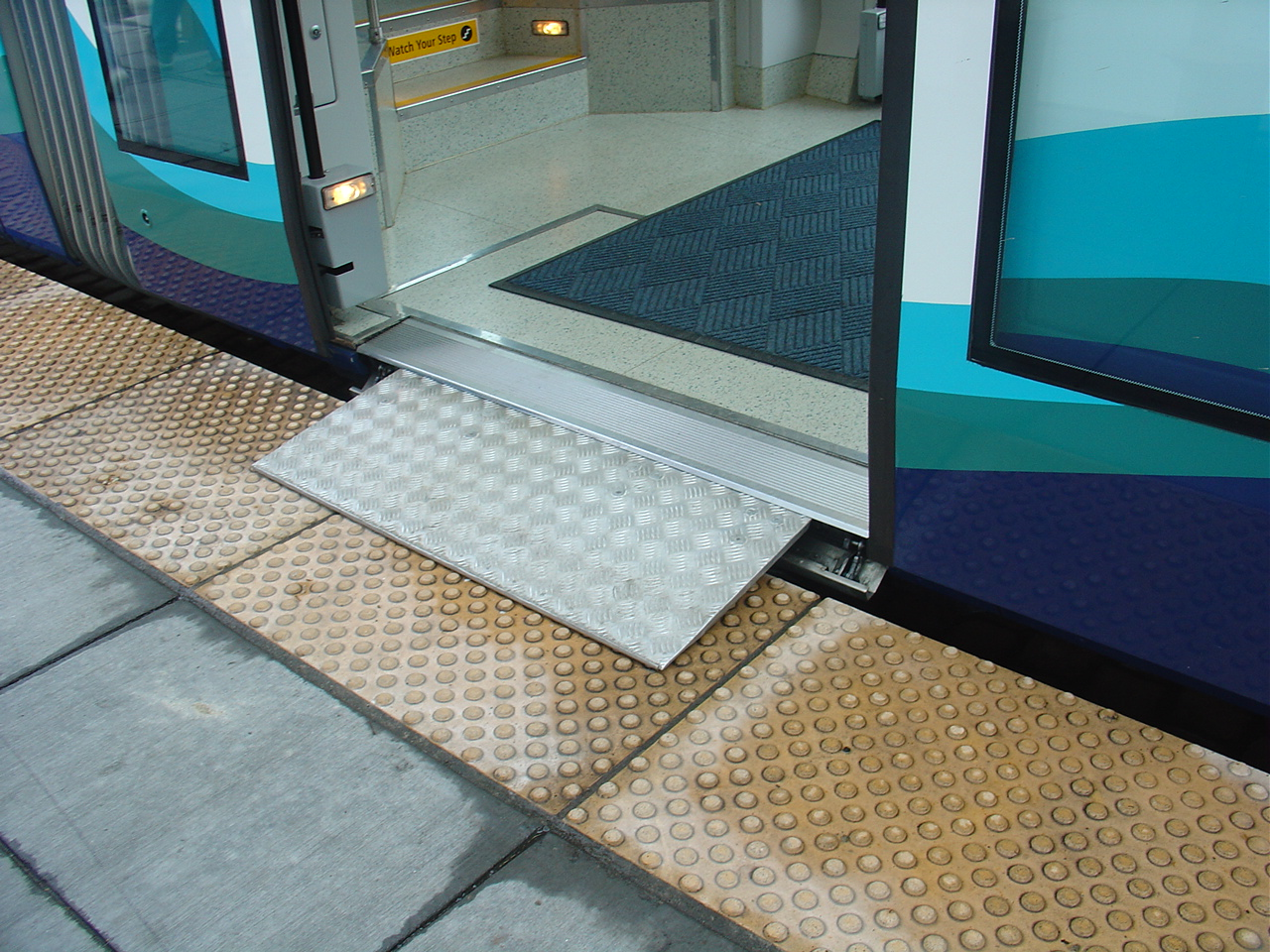
乗降扉下部には車椅子用の収納式スロープが設置されている（オレンジライン）

## 運用
10Tは計10編成が製造され、以下の路面電車路線に導入された。
- ポートランド・ストリートカー - 2001年の開業に合わせ7編成を発注。2001年に5編成（001-005）が、翌2002年に2編成（006、007）が導入された[4]。
- オレンジライン（旧：タコマリンク） - 2003年の開業に合わせて3編成（1001-1003）を発注し、2002年に導入された[5]。

これらの車両は安価で導入可能な路面電車車両として高い注目を集めたが、それ以前から両社の間には不均衡や不和が生じており、10Tの製造においてもシュコダ側に5,000万コルナもの損失が生じる事態となった。この事例も含めたシュコダとイネコン間の対立は訴訟合戦へと発展し、最終的に2001年をもって合弁事業は解消し、両社は独自の超低床電車の展開を行う事となった。10Tについては同年以降シュコダ・トランスポーテーション側の単独ブランドとして展開されている。

## 発展形式

### イネコン・トラム

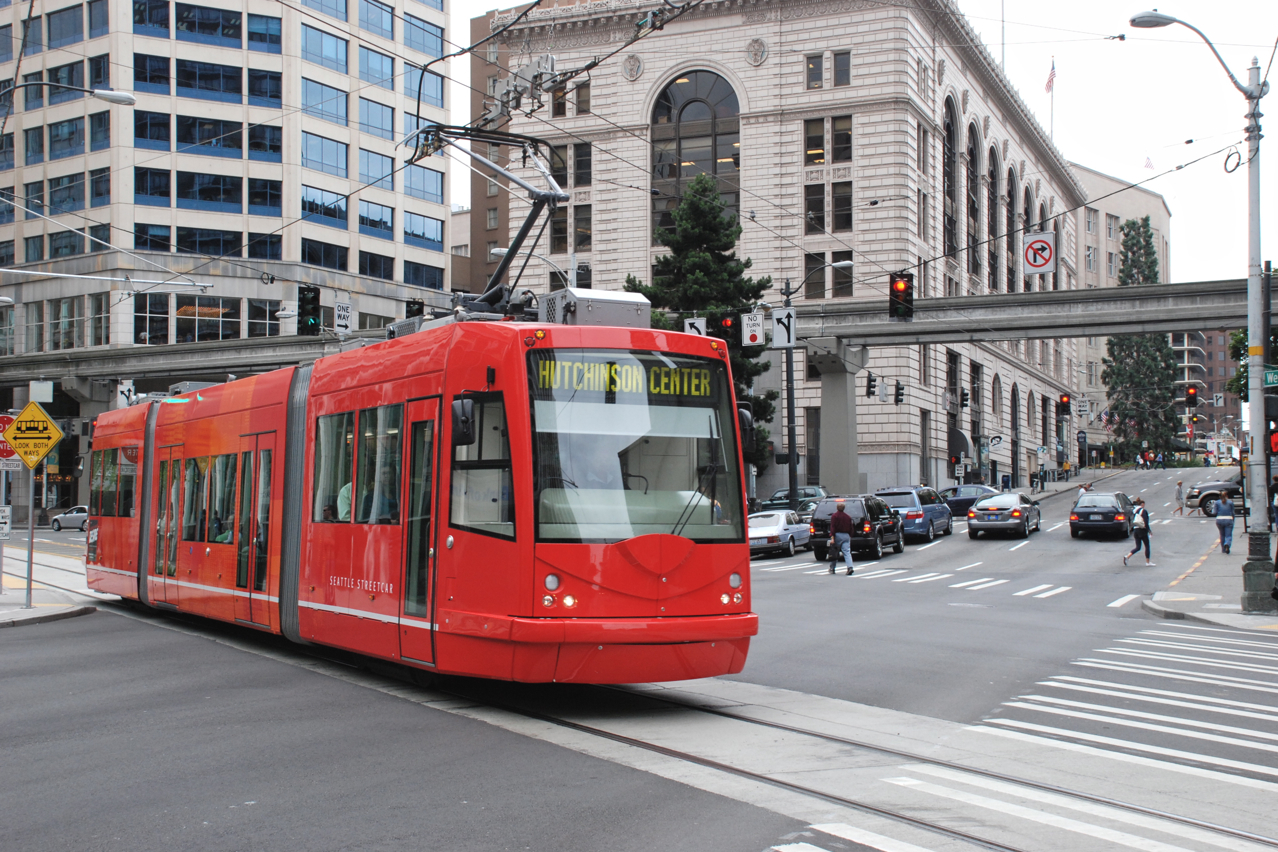
イネコン 12 トリオ

合弁事業解消後、路面電車車両製造を手掛けるイネコン・グループの子会社として設立されたイネコン・トラム（Inekon Trams）では、アメリカ市場向けとしてシュコダ03Tや10Tを基にした12 トリオが展開されている他、蓄電池を搭載し非電化区間での運転を可能とした121 トリオの製造も実施されている。

### ユナイテッド・ストリートカー

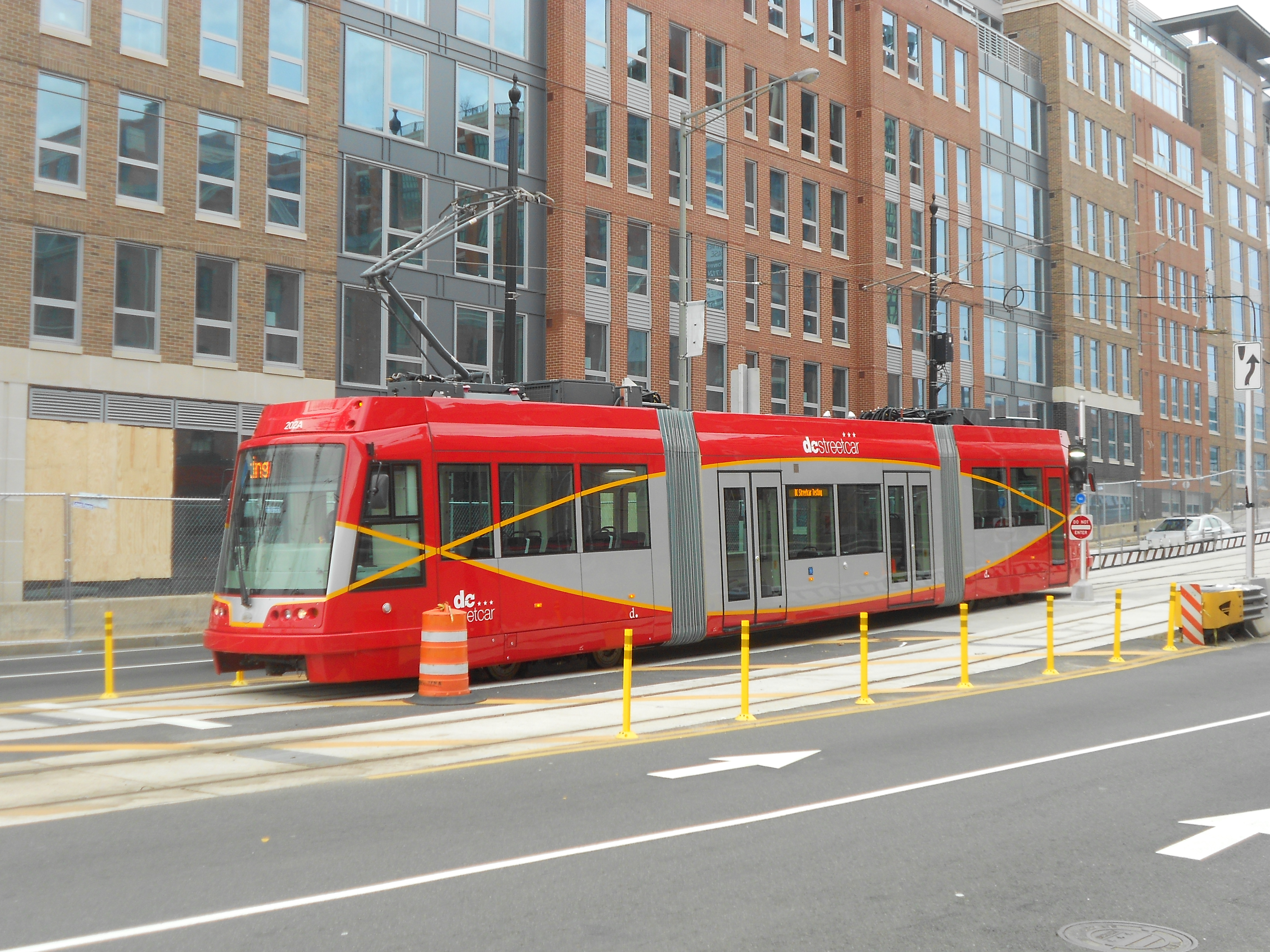
ユナイテッド・ストリートカー 100

2006年、シュコダはアメリカ・オレゴン州に本社を置くオレゴン鉄工所との間にライセンス契約を結んだ。それを受けて、オレゴン鉄工所の子会社であるユナイテッド・ストリートカーは10Tを基礎とした部分超低床電車を製造し、ポートランド・ストリートカー（ポートランド）、サンリンク（ツーソン）、DCストリートカー（ワシントンD.C.）への導入が行われた。

## 関連項目

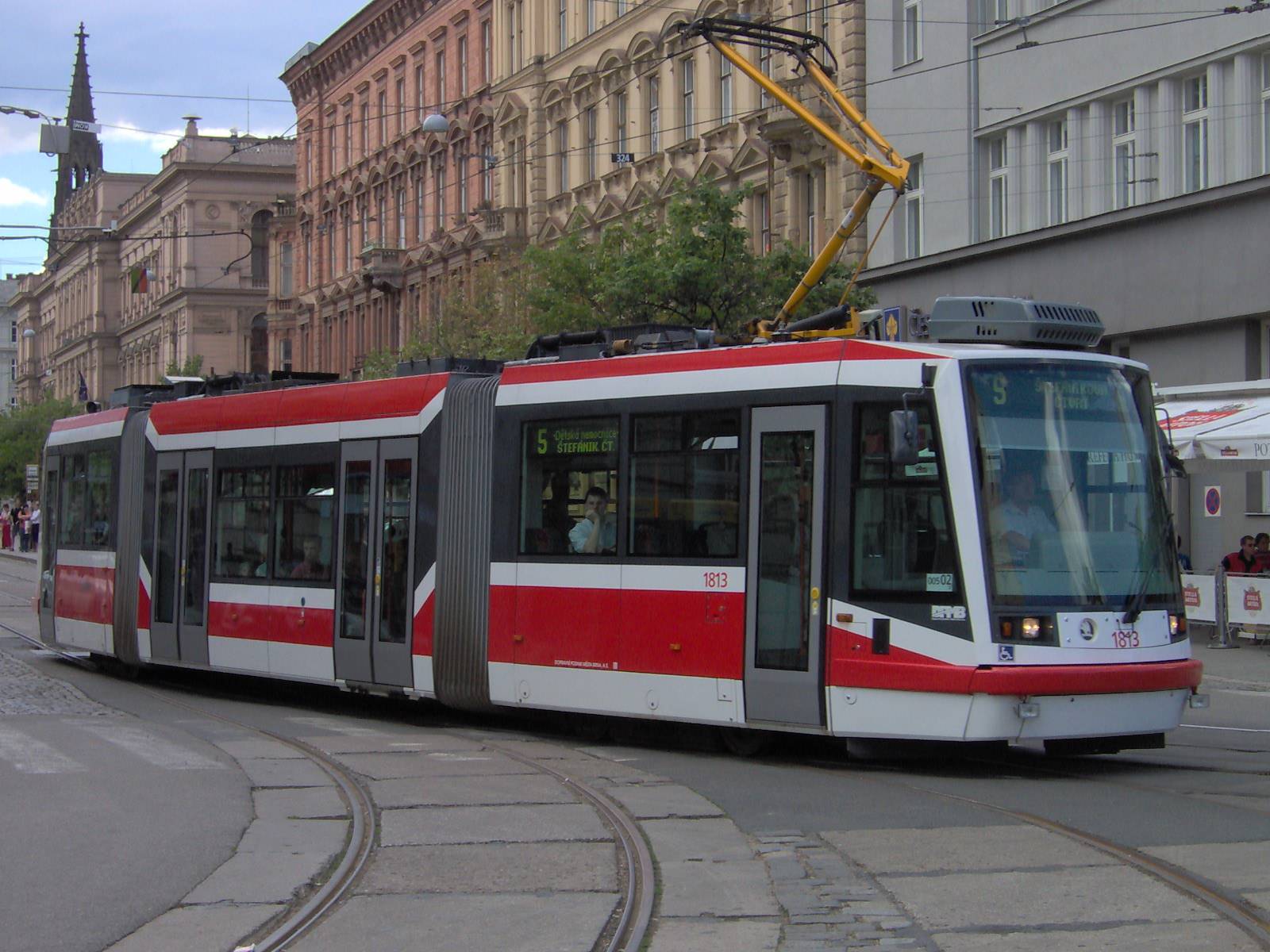
アストラ
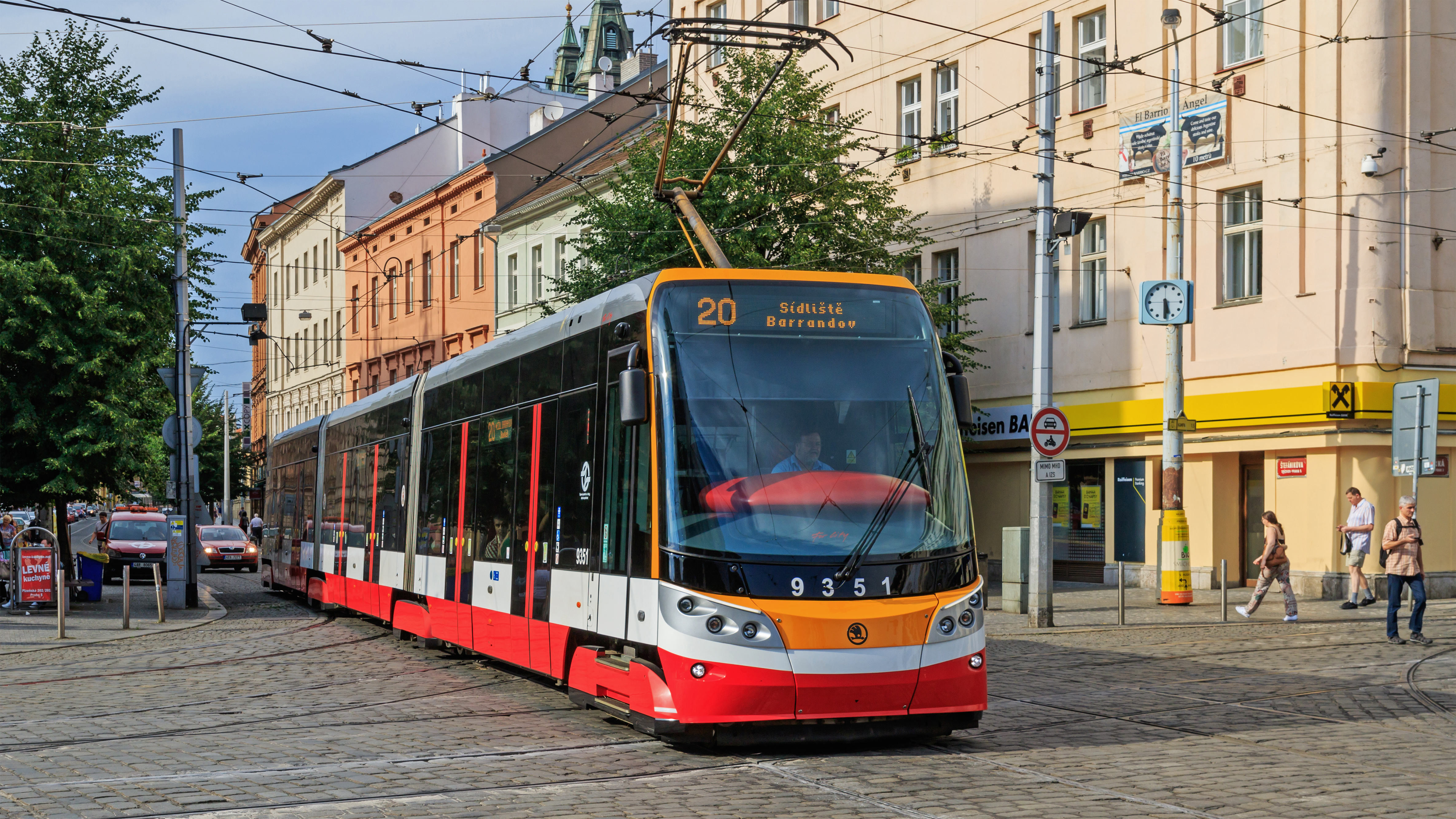
フォアシティ・アルファ
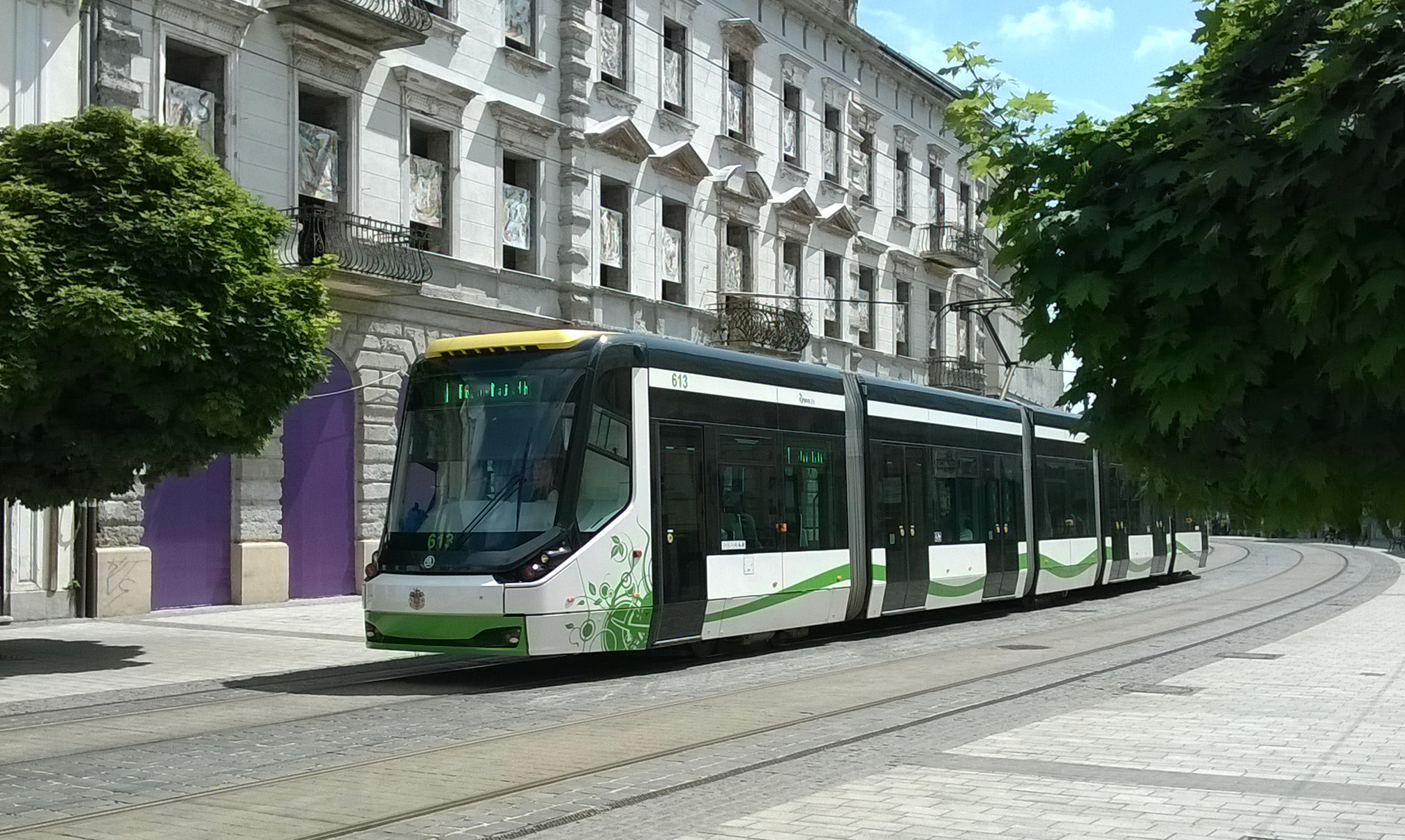
フォアシティ・クラシック
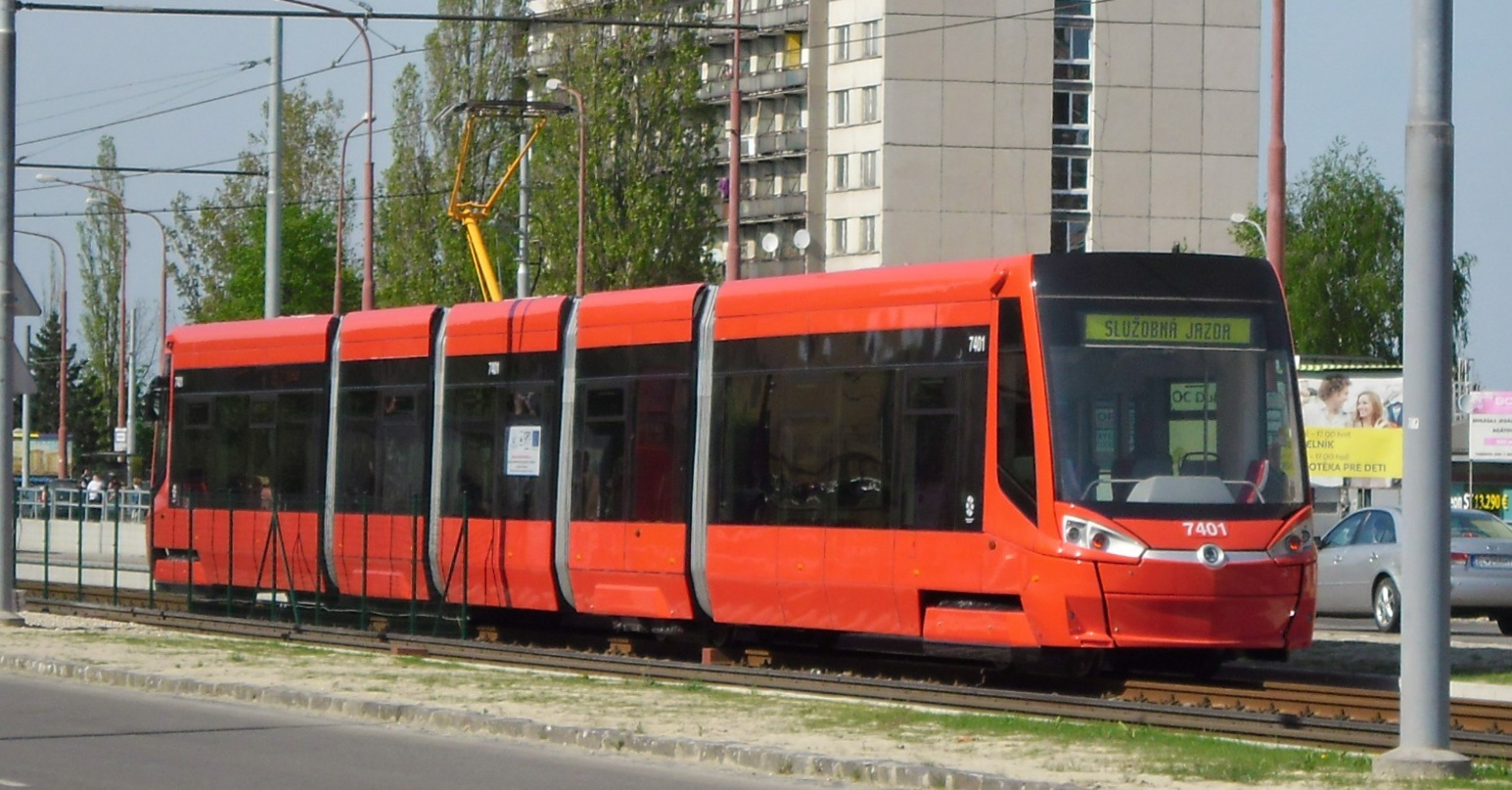
フォアシティ・プラス
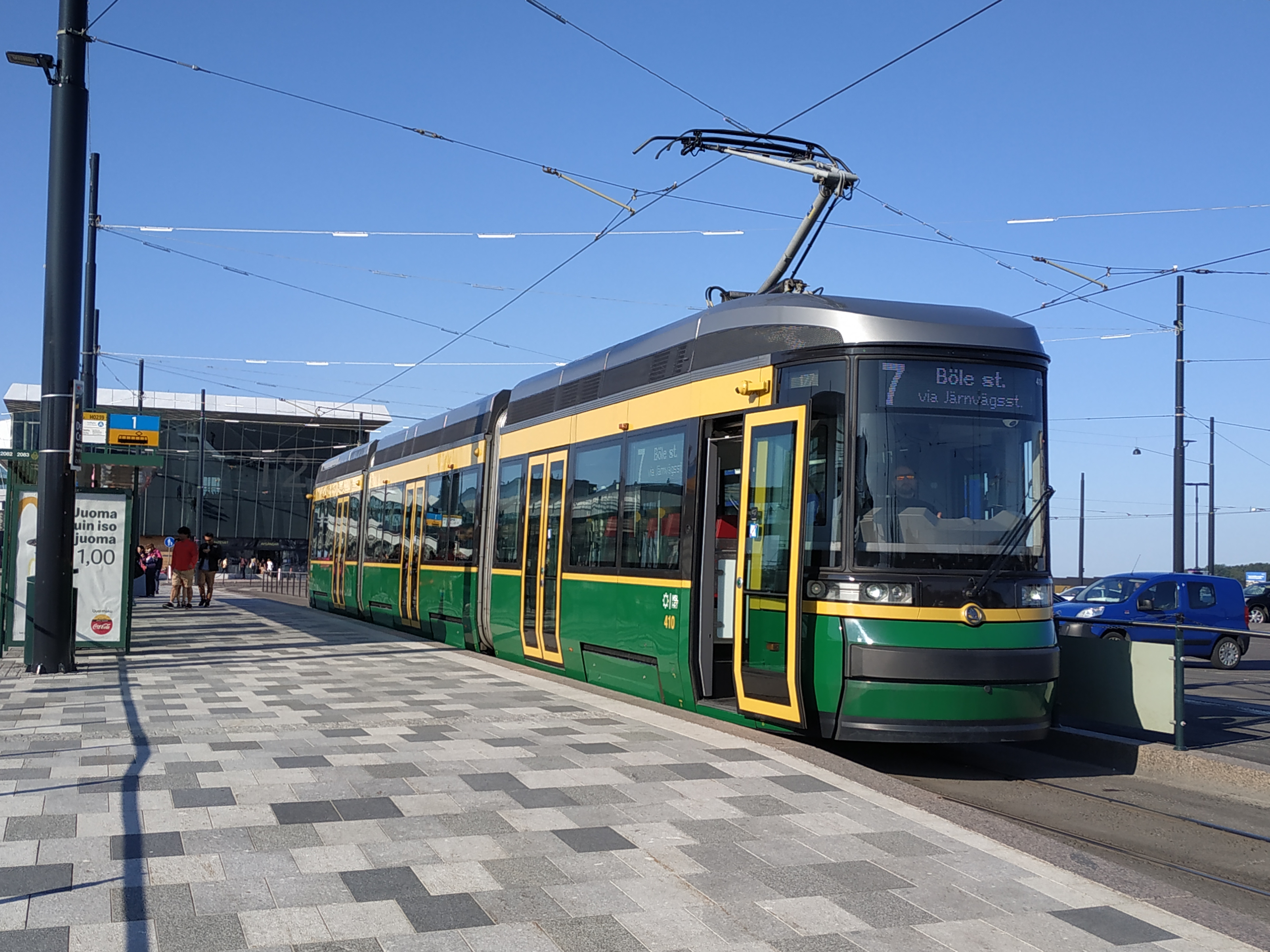
フォアシティ・スマート